# S/2004 S 26
S/2004 S 26 is de buitenste bekende natuurlijke satelliet van Saturnus. Zijn ontdekking werd aangekondigd door Scott S. Sheppard, David C. Jewitt, en Jan Kleyna op 7 oktober 2019, op basis van waarnemingen die zijn gedaan tussen 12 december 2004 en 21 maart 2007.
S/2004 S 26 heeft een diameter van ongeveer 4 kilometer en draait rond Saturnus op een gemiddelde afstand van 26,676 Gm in 1627,18 dagen (de enige maan waarvan bekend is dat hij er meer dan 4 jaar over doet om rond Saturnus te draaien), met een inclinatie van 171° ten opzichte van de ecliptica, retrograad en met een excentriciteit van 0,165.